# Lidija Šentjurc
Lidija Šentjurc, slovenska revolucionarka, političarka in narodna herojinja, * 18. marec 1911, Hrastnik † 6. november 2000, Ljubljana.

## Življenjepis
Leta 1932 se je pridružila KPJ; zaradi revolucionarnega delovanja je bila leta 1933 obsojena na dve leti zapora. Leta 1938 je diplomirala iz pedagogike na Filozofski fakulteti v Ljubljani. 1937 ji je CK KPS zaupal nalogo urediti razmere v partijski organizaciji na ljubljanski univerzi, delala je v mladin. komisijah pri CK KPJ in CK KPS. 1939 je odšla na partijsko delo v Trbovlje med študente in rudarje. Po okupaciji so jo Nemci izselili v Srbijo, od koder se je skrivaj vrnila v Ljubljano na delo pri PK SKOJ; jeseni 1941 je bila med ustanovitelji in sekretar Mladinske OF, v njenem vodstvu zastopala komunistično mladino. Od pomladi 1942 do pomladi 1943 je delovala v Lj., sprva kot sekretar OK KPS za Ljubljano, kasneje je odšla je na osvobojeno ozemlje, postala član CK KPS, na kočevskem zboru odposlancev oktobra 1943 pa član SNOS-a, članica politbiroja CK KPS od 1943 in organizacijska sekretarka CK KP Slovenije. Od začetka 1944 je delovala v Slovenskem primorju kot sekretar Poverjeništva CK KPS za Slovensko primorje, Gorenjslo, Koroško in Trst do februarja 1945, ko je ponovno postala organizacijska sekretarka CK KPS. Od jeseni 1944 je bila članica Izvršnega odbora OF.
Po vojni je bila članica ožjega političnega vodstva KPS (politbiroja oz.njegovega sekretrariata), bila je republiška (1945–53) in zvezna poslanka (1945–63), 1946 minister za prosveto, 1947 pa za komunalne zadeve v vladi LRS, članica CK KPJ (1948–69), že tretjič organizacijski sekretar CK KPS (1949–52), podpredsednica zvezne skupščine (1952–58), članica Zveznega izvršnega sveta (1958–63), od 1963 članica Sveta federacije. Bila je edina ženska med 35 člani novoformiranega Predsedstva CK ZKJ (1966–69), podpredsednica SZDL Jugoslavije ter nazadnje predsednica zgodovinske komisije CK ZKS (1969–80). Bila je tudi članica Predsedstva SZDL Slovenije in članica Sveta federacije. Imela je velik neformalni vpliv na pomembne kadrovske odločitve ter na uradno interpretacijo novejše zgodovine. Dobila je red narodnega heroja, narodne osvoboditve, red zaslug za narod I in II, red bratstva in enotnosti, red hrabrosti, red republike I. reda in red junaka socialističnega dela (1971).
Njen soprog je bil Sergej Kraigher. Hči je fizičarka Marjeta Šentjurc, nečakinja pa zgodovinarka Nevenka Troha. Bila je tudi v daljnjem sorodstvu z znanim politikom Stanetom Dolancem, katerega politična kariera je bila prav tako povezana z njenim vplivom.  